# Wilhelm Albrecht (Agrarwissenschaftler)
Wilhelm Albrecht (* 2. Juni 1785 in Rothenburg ob der Tauber; † 21. Dezember 1868 ebenda) war ein deutscher Agrarwissenschaftler und Mäzen.

## Leben
Wilhelm Albrecht wurde als Sohn des Arztes Georg Friedrich Albrecht (1749–1814) und dessen Ehefrau Sophie Elisabeth von Staudt (1749–1824, Tochter des Rothenburger Bürgermeisters Jeremias Christian von Staudt und der Sabina Sophia von Staudt) geboren. Bereits sein Vater betrieb naturwissenschaftliche Studien.
Nach dem Abitur studierte Wilhelm Albrecht von 1803 an Staatswissenschaften und Kameralwissenschaft an den Universitäten in Heidelberg, Würzburg und Landshut. Mit Unterstützung durch Philipp Emanuel von Fellenberg und Johann Heinrich Pestalozzi erhielt er eine zusätzliche Ausbildung in Forstwissenschaften und Landwirtschaft. Diese schloss er von April 1807 an mit einem Praktikum bei Gottlieb von Greyerz in Günzburg ab. Im Sommer 1807 besuchte er den landwirtschaftlichen Musterbetrieb Gut Hofwil, wo er Pestalozzi persönlich traf. Es folgte ein Besuch beim Agrarwissenschaftler Albrecht Daniel Thaer auf Gut Möglin.
1808 kehrte Albrecht nach Hofwil zurück und gründete dort ein landwirtschaftliches Institut. Dabei arbeitete er mit Pestalozzi ein speziell auf Landwirte ausgerichtete pädagogisches Konzept aus. Zu diesem Zeitpunkt stand Albrecht bereits in Kontakt zur Regierung des Herzogtums Nassau. So sendete ihm der nassauische Spitzenbeamte Carl Friedrich Emil von Ibell zwei Landwirte zur Weiterbildung. Seine Lehrtätigkeit in Hofwil gab Albrecht 1811 aus Gesundheitsgründen auf. Während seiner folgenden Reisen besuchte er vor allem das Habsburgerreich und traf in Wien Alexander von Humboldt.
1812 ließ Albrecht sich auf Gut Appelhof bei Nürnberg nieder, schloss sich aber in den Befreiungskriegen als Offizier einem freiwilligen Jägerbataillon an. 1815 war er wieder auf gut Appelhof.
1817 stimmte Albrecht dem seite 1814 erfolgten Werben der nassauischen Regierung um seine Dienste zu. Am 3. März 1818 traf er in Wiesbaden ein, um die Leitung der Nassauischen Instituts für Landwirtschaft bei Idstein zu übernehmen, dessen Direktor er bis 1848 blieb. Im Dezember 1834 wurde das Institut auf den Hof Geisberg in Wiesbaden-Nordost verlegt. Albrecht war 1818 Mitbegründer des Landwirtschaftlichen Vereins im Herzogtum Nassau, der die Trägerschaft der Landwirtschaftsschule übernahm. Von 1819 an gab er auch das Wochenblatt des Vereins heraus. Darüber hinaus gründete er die Landwirtschaftlichen Winterschulen mit, die zugleich deutschlandweit an verschiedenen Standorten eingerichtet wurden. Er modifizierte die Fruchtwechselwirtschaft im Gegensatz zu Albrecht Daniel Thaer nach den örtlichen Verhältnissen und versuchte durch verschiedene Maßnahmen die Lage der Kleinbauern zu verbessern. Darüber hinaus nahm Albrecht auch Einfluss auf das Lehrerseminar in Idstein. Dies führte dazu, dass in Nassau der Unterricht auch an allgemeinbildenden Schulen eine starke landwirtschaftliche Komponente hatte.
1823 wurde Albrecht zum nassauischen Hofrat, 1833 zum Regierungsrat ernannt.

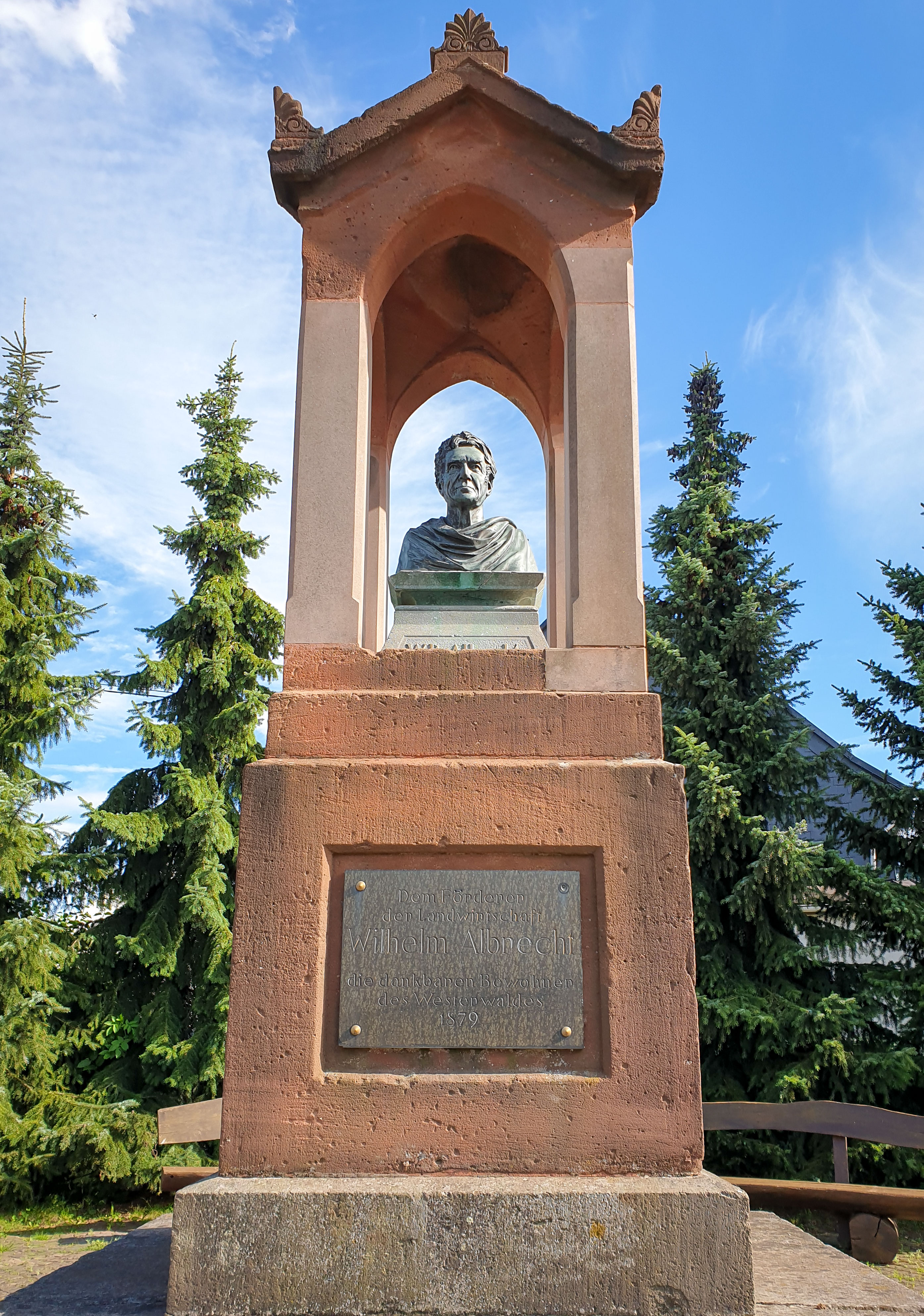
Denkmal für Wilhelm Albrecht in Emmerichenhain

Besonderen Einsatz zeigte Albrecht bei der Verbesserung der Landwirtschaft auf dem Westerwald, die durch ein kaltes Klima, heftige Stürme und einen steinigen Boden benachteiligt war. In den Jahren 1838 und 1839 bereiste er die Region intensiv. Er entwarf einen Plan zur Anlage von Schutzwäldern, die landwirtschaftliche Flächen vor Erosion schützen sollten. Diese Idee brachte er am 2. September 1839 in Emmerichenhain während einer Tagung den Oberförstern der Region näher. Bis 1842 wurden in 29 Gemarkungen bis zu 400 Morgen Windschutz gepflanzt. Allerdings blieb das Pflanzprogramm hinter den Vorstellungen Albrechts zurück. Gründe waren die Weigerung von Landwirten, Flächen zur Verfügung zu stellen, mangelnde Geldmittel der Kommunen für die Bepflanzung, die allgemeine Ablehnung von Neuerungen sowie nur begrenzt verfügbare Setzlinge. Das Pflanzprogramm wurde weit über Albrechts Dienstende hinaus fortgesetzt. Die nassauische Regierung verschärfte es immer mehr, indem die Schutzstreifen 1853 den Förstern und nicht mehr den Gemeinden unterstellt wurden und von 1854 an auch Enteignungen zur Anlage weiterer Schutzpflanzungen möglich wurden. Nach der Okkupation Nassaus durch Preußen setzte die preußische Regierung das Aufforstungsprogramm bis 1880 fort. 1879 wurde in Emmerichenhain ein Denkmal errichtet, das an Wilhelm Albrecht, den »Retter des Westerwaldes« erinnert.
1842 gab Albrecht wegen seiner sich verschlimmernden Erkrankung an Gicht die Leitung des Musterguts Hof Geisberg ab.
In der Frage der Domänengüter, die in Nassau jahrzehntelang ein Streitpunkt zwischen Herzog und Volksvertretung waren, positionierte sich Albrecht mit Veröffentlichungen während der Deutschen Revolution eindeutig für einen Übergang vom herzöglichen Privat- in nassauisches Staatseigentum.
1849 ging Albrecht, auch wegen des zunehmend reaktionären politischen Klimas in Nassau, in den Ruhestand und verbrachte die Zeit auf seinem Gut in Franken. Er versuchte, seine pädagogisch-sozialen Überlegungen durchzusetzen. So gründete er 1868 die „Palmsonntag-Stiftung“ mit einem Startkapital von 40.000 Gulden in amerikanischen Eisenbahnpapieren. Er gab den Betrag der Senckenberg-Stiftung, die mit diesem Geld jungen Leuten, die mit der Berufsausbildung begonnen hatten, eine bessere Ausbildung ermöglichte. Darüber hinaus bemühte er sich, ähnlich wie zur gleichen Zeit der jüngere und letztlich erfolgreichere Friedrich Wilhelm Raiffeisen, um die Gründung einer Allgemeinen Leihanstalt für Landbesitzer.

## Schriften
- 1843–1847 Blätter aus Nassau: Deutschen Landleuten und Weinbauern gewidmet, 4 Bände, Verlag Schellenberg, Wiesbaden